# 2004年羅傑·費德勒網球賽季
2004年，費德勒第一次在他的生涯摘下三座大滿貫單打錦標（澳網、溫網、美網），並且是在1988年瑞典球員马茨·维兰德之後，為第四位公開賽年代以來一年內奪得三項大滿貫男單錦標的球員。在澳網進入決賽後，以7-63, 6-4, 6-2直落三盤擊敗前世界第一俄羅斯球員薩芬，拿下首座冠軍與第二座大滿貫，並首度登上了職業網球男子單打世界排名第一，佔據球王寶座長達4年半之久（237週），在溫網進入決賽後，以4-6, 7-5, 7-63, 6-4逆轉擊敗另一位前世界第一美國球員安迪·羅迪克而衛冕成功，拿下生涯第二座溫網冠軍與第三座大滿貫，在美網進入決賽後，以6-0, 7-63, 6-0直落三盤擊敗另一位前世界第一與2001年美網冠軍的澳洲球員休伊特，拿下首座冠軍與第四座大滿貫。費德勒也奪得三座大師賽單打冠軍，（一座：漢堡紅土賽事、另外二座：印第安維爾斯、加拿大硬地賽事），第二次拿下500賽的杜拜冠軍，並且網球大師盃進入決賽後，以6-3, 6-2直落二盤擊敗休伊特衛冕成功，拿下第2座年終賽冠軍。

## 摘要

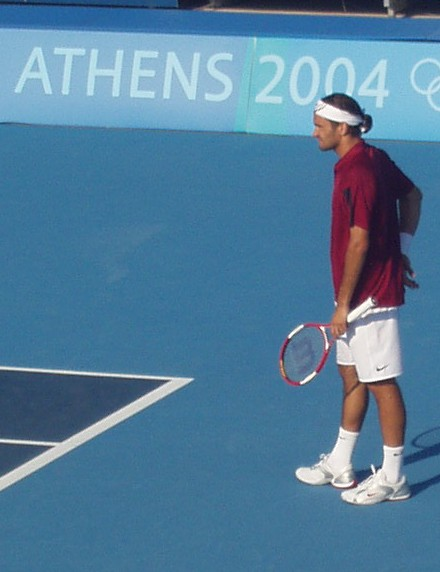
費德勒在2004年奧運會

- 2004年，在沒有聘請教練的情況下，直落三盤擊敗前世界第一薩芬仍奪得澳洲網球公開賽(澳網)的男單冠軍，並首度登上了職業網球男子單打世界排名(ATP52週參賽排名)第一（参见2004年费德勒比赛成绩），佔據球王寶座長達4年半之久（237週）。

- 該年一共摘下三個大滿貫單打冠軍(澳網、温布尔登、美網)、四個大師賽單打冠軍(包括ATP年終賽（大師盃）)、四個其他單打比賽冠軍，合共摘下單打冠軍11座，並以ATP單打冠軍年終積分達到1267，首度成為當年年終世界排名第一位。

- 在法網男單比賽第三輪，以直落三盤4-6敗於三屆冠軍得主库尔滕，成為該年唯一沒有染指單打錦標的大滿貫賽事。

- 同年亦代表瑞士參加雅典奧運會的網球項目，並在開幕典禮中為瑞士掌旗，然而單打和双打都止步於第二輪（第二輪負於捷克球員貝爾迪赫 6-4, 5-7, 5-7）。

- 美網決賽戰勝休伊特的賽事是他職業生涯第300場單打勝仗[2]。

### 比賽

#### 大滿貫單打比賽
| 年度 | 賽事 | 輪 | 結果   | 對手                  | 比分                    |
| ---- | ---- | -- | ------ | --------------------- | ----------------------- |
| 2004 | 澳網 | 1R | 勝     | 亞力克斯·博格莫洛夫   | 6-3, 6-4, 6-0           |
| 2004 | 澳網 | 2R | 勝     | 傑夫·莫里森           | 6-2, 6-3, 6-4           |
| 2004 | 澳網 | 3R | 勝     | 托德·列特             | 6-3, 6-0, 6-1           |
| 2004 | 澳網 | 4R | 勝     | 莱顿·休伊特           | 4-6, 6-3, 6-0, 6-4      |
| 2004 | 澳網 | QF | 勝     | 大卫·纳尔班迪安       | 7-5, 6-4, 5-7, 6-3      |
| 2004 | 澳網 | SF | 勝     | 胡安·卡洛斯·费雷罗    | 6-4, 6-1, 6-4           |
| 2004 | 澳網 | F  | 勝 (2) | 马拉特·萨芬           | 7-63, 6-4, 6-2          |
| 2004 | 法網 | 1R | 勝     | 克里斯托夫·弗利根     | 6-1, 6-2, 6-1           |
| 2004 | 法網 | 2R | 勝     | 尼古拉斯·基弗         | 6-3, 6-4, 7-66          |
| 2004 | 法網 | 3R | 負     | 古斯塔沃·库尔滕       | 6-4, 6-4, 6-4           |
| 2004 | 溫網 | 1R | 勝     | 亞力克斯·博格達諾維奇 | 6-3, 6-3, 6-0           |
| 2004 | 溫網 | 2R | 勝     | 亞歷杭德羅·法亞       | 6-1, 6-2, 6-0           |
| 2004 | 溫網 | 3R | 勝     | 托马斯·约翰松         | 6-3, 6-4, 6-3           |
| 2004 | 溫網 | 4R | 勝     | 伊沃·卡洛維奇         | 6-3, 7-63, 7-65         |
| 2004 | 溫網 | QF | 勝     | 莱顿·休伊特           | 6-1, 61-7, 6-0, 6-4     |
| 2004 | 溫網 | SF | 勝     | 塞巴斯蒂安·格罗斯让   | 6-2, 6-3, 7-66          |
| 2004 | 溫網 | F  | 勝 (3) | 安迪·羅迪克           | 4-6, 7-5, 7-63, 6-4     |
| 2004 | 美網 | 1R | 勝     | 阿尔韦特·科斯塔       | 7-5, 6-2, 6-4           |
| 2004 | 美網 | 2R | 勝     | 马科斯·巴格达蒂斯     | 6-2, 64-7, 6-3, 6-1     |
| 2004 | 美網 | 3R | 勝     | 法布里斯·桑托羅       | 6-0, 6-4, 7-67          |
| 2004 | 美網 | 4R | 勝     | 安德烈·帕維爾         | 不戰而勝                |
| 2004 | 美網 | QF | 勝     | 安德烈·阿加西         | 6-3, 2-6, 7-5, 3-6, 6-3 |
| 2004 | 美網 | SF | 勝     | 蒂姆·亨曼             | 6-3, 6-4, 6-4           |
| 2004 | 美網 | F  | 勝 (4) | 莱顿·休伊特           | 6-0, 7-63, 6-0          |

## 參看
- 羅傑·費德勒
- 羅傑·費德勒生涯統計
- 2004年澳大利亚网球公开赛
- 2004年温布尔登网球锦标赛
- 2004年美国网球公开赛
- 2004年费德勒比赛成绩

## 外部連結
- ATP世界巡迴賽 > 選手 > 羅傑·費德勒 > 比賽動態 > 2004